# هیز، هیلینگدون
1 = official_nameهیز
هیز، هیلینگدونlongitudeهیز، هیلینگدونgodfatherهیز، هیلینگدونlatitudeهیز، هیلینگدون
هیز، هیلینگدون (به انگلیسی: Hayes, Hillingdon) یک شهرک در بریتانیا است که در انگلستان واقع شده‌است.

## خصوصیات
هیز ۹۵٬۷۶۳ نفر جمعیت دارد.